# Motorola Solutions
Motorola Solutions, Inc. — американская компания, специализирующаяся на производстве телекоммуникационного оборудования. Возникла в 2011 году вследствие разделения корпорации Motorola на две компании. Штаб-квартира расположена в Чикаго (штат Иллинойс, США).

## История
В начале 2011 года Motorola была разделена на две самостоятельные компании: Motorola Solutions и Motorola Mobility. В апреле того же года Motorola Solutions продала подразделение по производству оборудования для операторов связи, его за 975 млн долларов купила Nokia Siemens Networks. В 2012 году за 200 млн долларов была куплена британская компания Psion. В 2014 году было продано подразделение коммерческой электроники, производившие планшеты, сканеры штрих-кодов и другую технику для бизнеса; подразделение за 3,5 млрд долларов купила компания Zebra Technologies. В 2016 году был куплен британский производитель раций для служб безопасности Airwave Solutions.
В 2019 году Motorola Solutions подала несколько судебных исков против китайской компании Hytera. Суть претензий сводилась к тому, что Hytera наняла в свой американский филиал нескольких бывших сотрудников Motorola, и те передали ей технические сведения, защищённые патентами.
Начиная с 2017 года была куплена целая серия компаний в областях средств связи, видеонаблюдения и контроля доступа, включая Avigilon (2018 год, Канада, за 1 млрд долларов), WatchGuard (2019 год, США), IndigoVision (2020 год, Великобритания, за 30 млн фунтов), Pelco (2020 год, США, за 110 млн долларов), Polaris Networks (2020 год, США), Videotec (2022 год, Италия), Barrett Communications (2022 год, Австралия), Rave Mobile Safety (2022 год, США).

## Деятельность
Motorola Solutions занимается разработкой и производством систем радиосвязи (в частности стандартов APCO P25, DMR и TETRA), систем видеонаблюдения и контроля доступа, командных центров. Также разрабатывает программное обеспечение и предоставляет услуги по установке и обслуживанию оборудования. Продукция ориентирована на государственных и корпоративных клиентов, на Северную Америку приходится 70 % выручки.
Производственные мощности компании имеются в США (штаты Иллинойс и Техас), Малайзии, Канаде и Италии, исследовательские центры — в США, Польше, Израиле и Малайзии.